# Emanuel Herrera
Emanuel Herrera (Rosario, 13 d'abril de 1987) és un futbolista argentí, en la posició de davanter, que actualment juga al Montpellier.
Herrera va començar la seva carrera a l'històric club Chacarita Juniors. Als 21 anys, va ser transferit al Sportivo Italiano (Ciudad Evita, Buenos Aires) el 2009, i després al Club Atlético Patronato de la Juventud Católica de Paraná (2010).
Va marxar de l'Argentina i després d'una estada de manera convincent els dos clubs de Xile, Concepción i Unión Española, va fitxar pel Montpellier, el 6 de juliol de 2012.